# メキシコ・シティ国際空港
メキシコ・シティ国際空港（メキシコ・シティこくさいくうこう、スペイン語: Aeropuerto Internacional de la Ciudad de México, 英語: Mexico City International Airport）は、メキシコ合衆国の首都のメキシコシティにある国際空港。自由主義者でフランスによる干渉に抵抗したベニート・フアレス大統領にちなみ、ベニート・フアレス国際空港（Aeropuerto Internacional Licenciado Benito Juárez）とも呼ばれる。

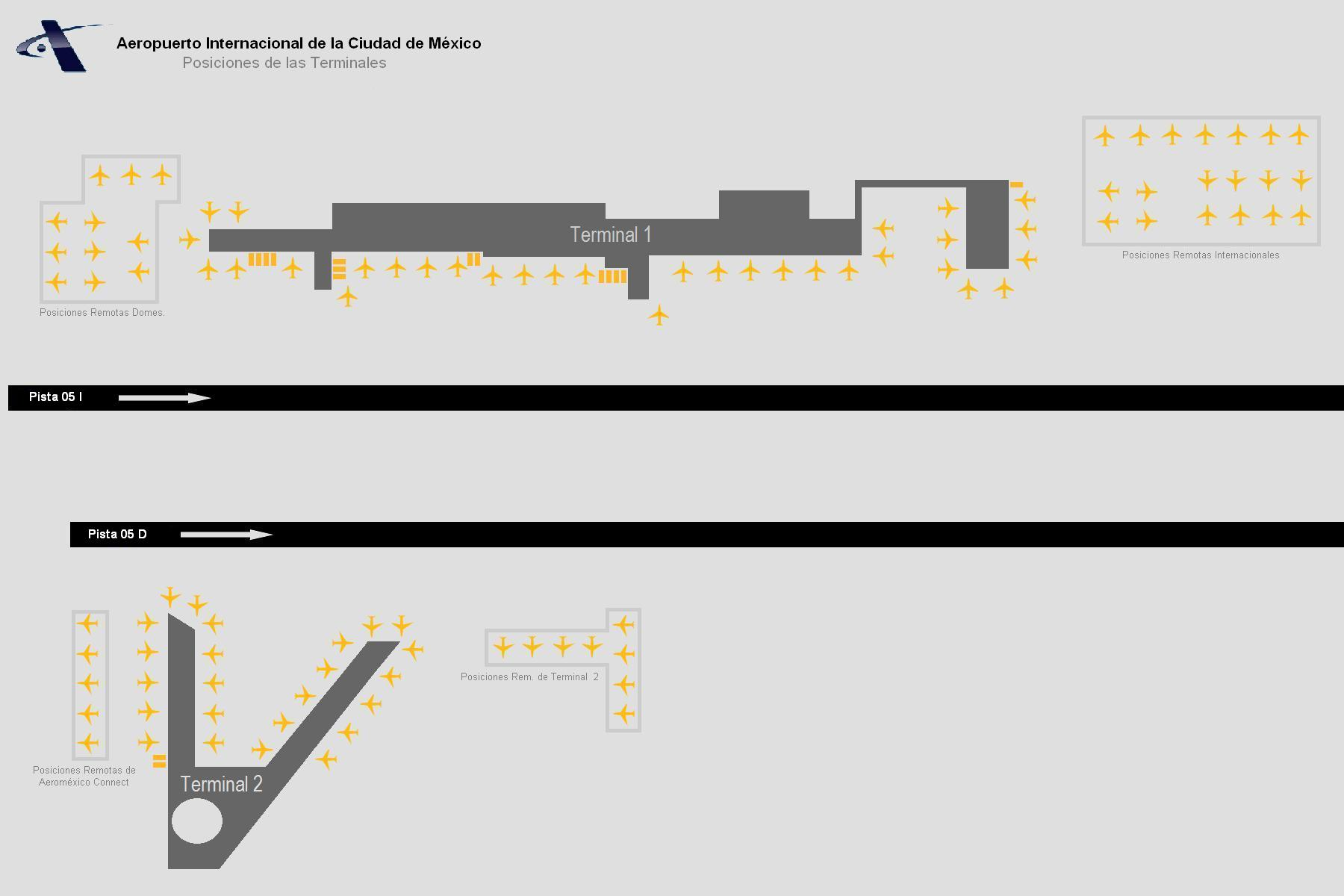
ターミナル1(上)、ターミナル2(下)

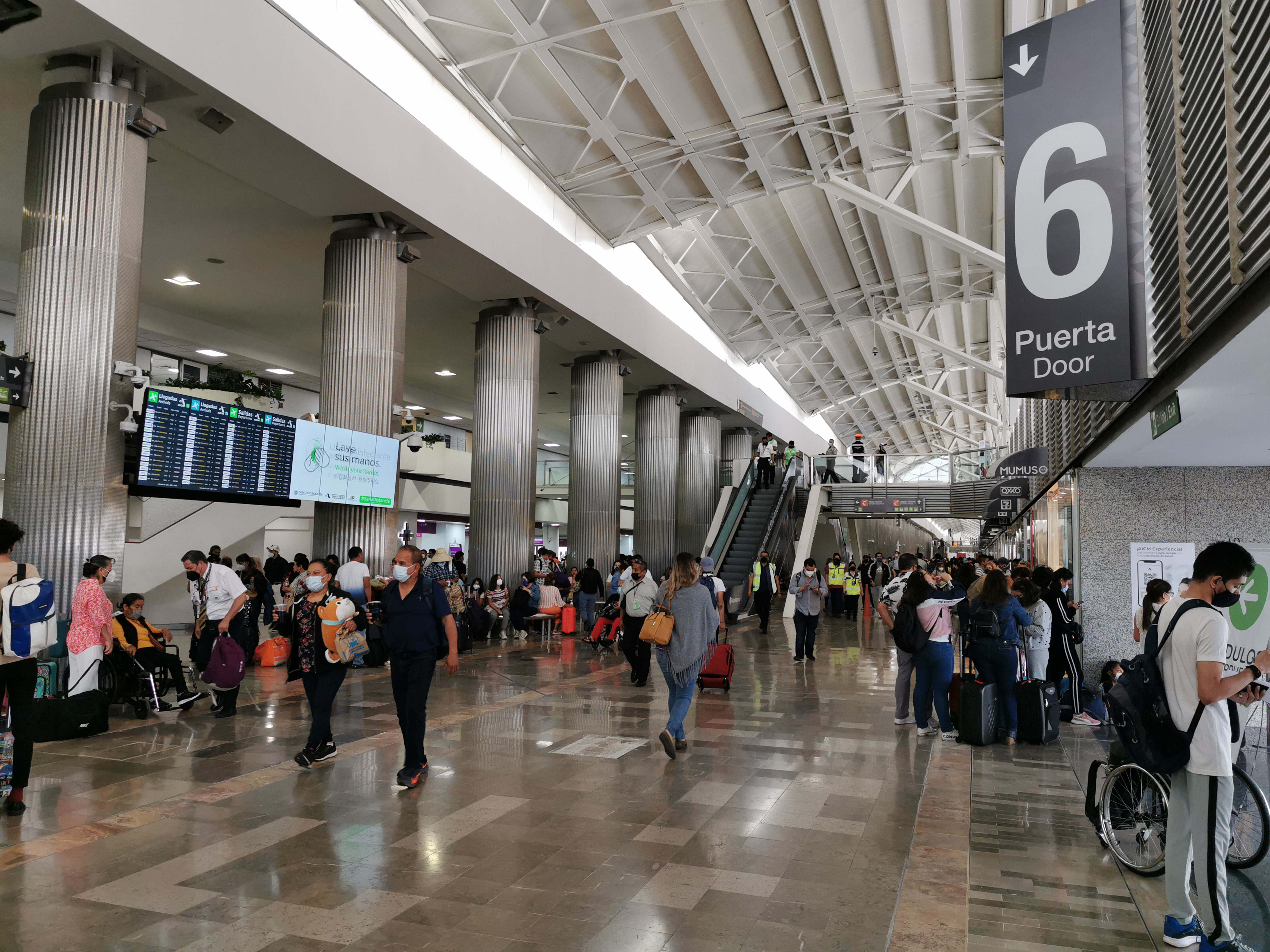
ターミナル1 内部

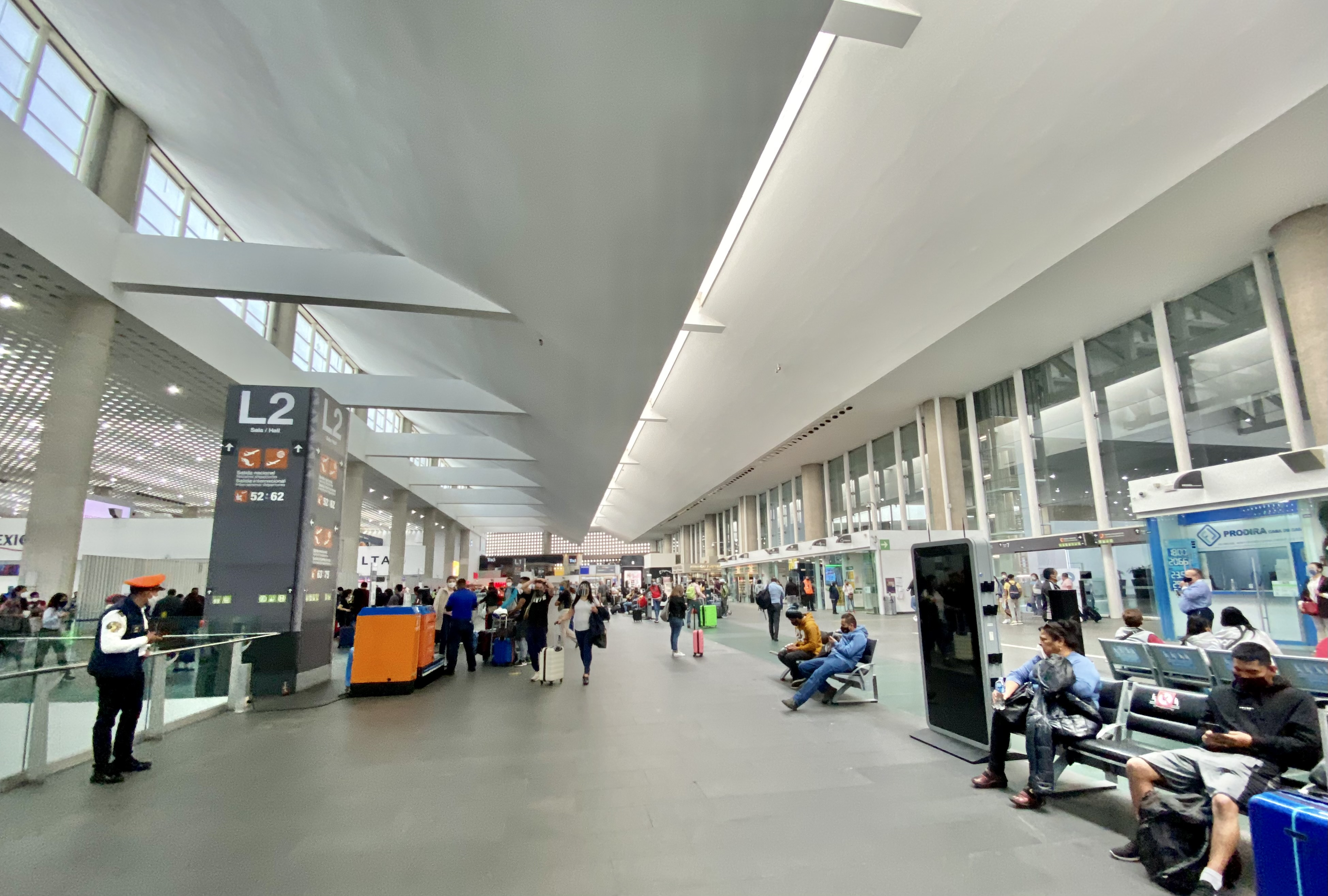
ターミナル2 内部

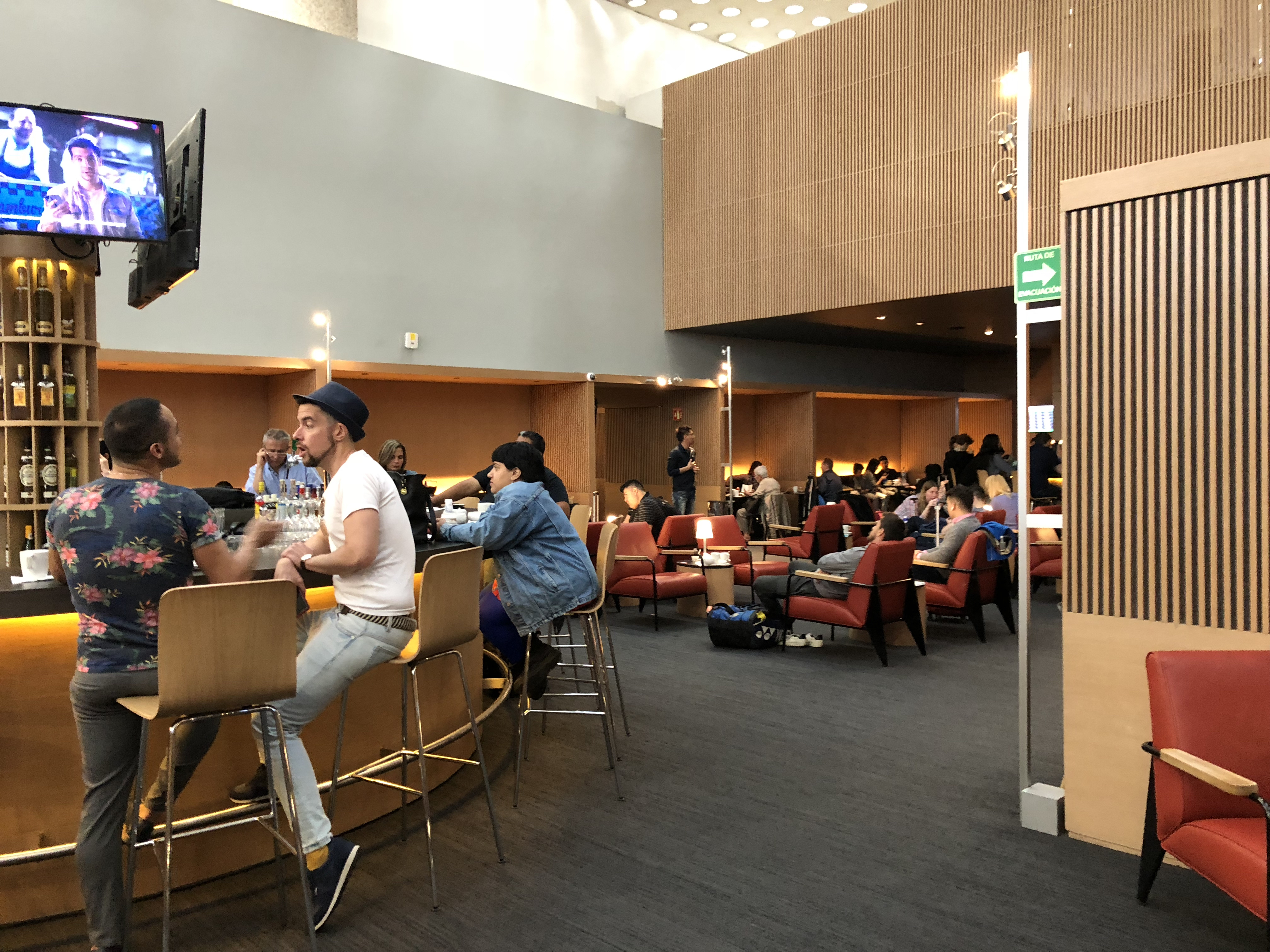
ターミナル2 ラウンジ

2022年3月、北方約40kmの場所に、フェリペ・アンヘレス国際空港が開港している。

## 概要

### 中南米のハブ空港
メキシコシティの中心部から約8キロメートルの距離に位置する、メキシコシティ唯一の国際空港で、かつメキシコ及び中南米最大級の国際空港である。
中心部近郊にあるにもかかわらず24時間運営している上、中南米におけるハブ空港的存在であることから、メキシコ国内から諸外国への乗り継ぎだけではなく、南北アメリカの主要都市間や、南米諸国とヨーロッパ諸国の主要都市などとの間の乗り継ぎに多く利用される。

### 標高
空港の標高は約2,230メートルであり、世界各国の主要国際空港の中でも高い。大気中の酸素濃度が薄いことから、空港内には常に酸素ボンベが常備されている。
なお、酸素濃度が薄いことから、航空機のエンジンの燃焼効率が低下し、滑走路長が4,000メートル近くあるにもかかわらず離陸時に充分な速度が得られない上に揚力も弱くなるため、メキシコシティ発成田国際空港行きの無着陸直行便などの超長距離便の離陸は難しかった（着陸時には燃料が消費されており機体重量が軽い為、着陸復行を含め問題ない）。
2016年1月よりアエロメヒコ航空が燃費効率向上及び航続距離の長いボーイング787を使用して、成田行きを直行便化させた。全日空も2017年2月15日から同路線を同型機を使用して就航した。成田〜メキシコシティ間の距離は11,186kmで、日本発着の国際線としては最長距離を結ぶ路線となっている。

### 着陸のドラマ

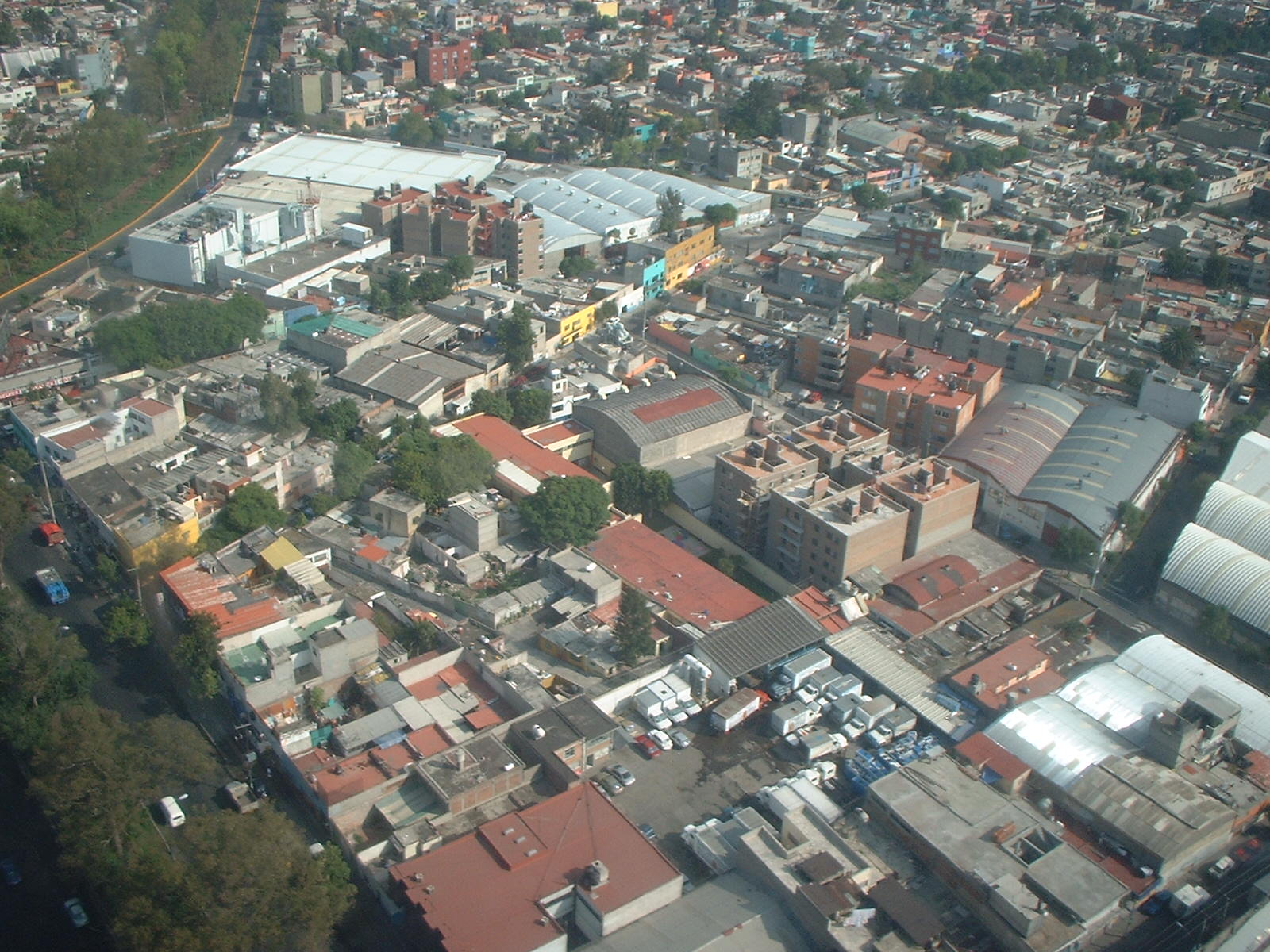
着陸のドラマ

着陸時にスリルを味わえる空港として、廃止となった旧香港啓徳空港が有名だが、メキシコシティ国際空港に関しても市街地に近い空港であることから、旧香港と負けず劣らずの着陸のドラマが味わえる。着陸前の低空飛行時は大都市メキシコ市内上空を通過し、中心部の高層ビルを見ることができる。また着陸時には真下に民家が見え、まるで民家の中に不時着するかのようなスリルが体験できる。
ただし、深刻な汚染が問題となっている光化学スモッグが発生しているため、快晴の日でさえも（雨の降った直後の晴天を除いては）市内全景をはっきりと見ることはできない。なお1987年には、離陸後にエンジントラブルを起こしたダグラス DC-3型機が、空港から数キロ離れた高層ビルに接触する事故を起こしている。

### モービルラウンジ
航空機への搭乗及び降機時に通常はボーディングブリッジを使用するが、ボーディングブリッジの空きがないときは、乗客が雨に濡れないように「モービルラウンジ」と呼ばれる乗り物を使用する世界でも数少ない空港である。

## 就航路線
アエロメヒコ航空やボラリスなどメキシコの大手航空会社のハブ空港となっている他、中南米諸国をはじめ世界各国から多数の航空会社が乗り入れており、メキシコ国内やカリブ海沿岸諸国だけでなく南北アメリカやヨーロッパ諸国、アジア諸国などへの便が多数就航している。
| 航空会社                     | 就航地 |
| ---------------------------- | --- |
| アエロメヒコ航空             | アムステルダム、ボゴタ、ブエノスアイレス、カンクン、シカゴ/オヘア、チワワ、シウダーフアレス、クリアカン、デンバー、グアダラハラ、ハバナ、エルモシージョ、ラスベガス、リマ、ロンドン/ヒースロー、ロサンゼルス、マドリッド、メデジン、メリダ、メヒカリ、マイアミ、モンテレイ、モントリオール、ニューヨーク/JFK、オーランド、パリ/シャルル・ド・ゴール、プエルトバヤルタ、キト、サンフランシスコ、サンホセ/コスタリカ、ロスカボス、サンティアゴ、サンパウロ、シアトル、ソウル/仁川、ティフアナ、東京/成田(出発便のみ、モンテレイ経由)、トロント、トゥストラグティエレス、バンクーバー、ビヤエルモサ 季節運航: アグアスカリエンテス、ヒューストン、ワトゥルコ、レオン、オアハカ、レイノサ、タパチュラ、ベラクルス |
| アエロメヒコ・コネクト       | アカプルコ、アグアスカリエンテス、オースティン、カンペチェ、カンクン、チェトゥマル、チワワ、シウダーデルカルメン、シウダーフアレス、シウダーオブレゴン、クリアカン、ダラス/フォートワース、ドゥランゴ、グアテマラシティ、エルモシージョ、ワトゥルコ、ヒューストン、イクスタパ、ラパス、レオン、ロスモチス、マナグア、マンサニヨ、マタモロス、マサトラン、メリダ、ミナティトラン、モレリア、ヌエボラレダ、オアハカ、プエルトエスコンディード、プエルトバヤルタ、ケレタロ、レイノサ、サンアントニオ、ロスカボス、サンルイスポトシ、サンペドロスーラ、サンサルバドル、サントドミンゴ、タンピコ、タパチュラ、コマヤグア、トレオン、トゥストラグティエレス、ベラクルス、ビヤエルモサ、サカテカス                   |
| ボラリス                     | アカプルコ、ボゴタ、カンペチェ、カンクン、チェトゥマル、シカゴ/オヘア、チワワ、シウダーデルカルメン、シウダーフアレス、シウダーオブレゴン、コスメル、クリアカン、ダラス/フォートワース、ドゥランゴ、グアダラハラ、エルモシージョ、ヒューストン、ワトゥルコ、イクスタパ、ラパス、ラスベガス、リマ、ロサンゼルス、ロスモチス、マサトラン、メリダ、メヒカリ、マイアミ、モンテレイ、オークランド、オアハカ、オンタリオ(CA)、オーランド、プエルトエスコンディード、プエルトバヤルタ、サクラメント、サンアントニオ、サンノゼ(CA)、ロスカボス、タパチュラ、ティフアナ、トレオン、トゥストラグティエレス、ビヤエルモサ                                                                                                |
| ビバアエロブス               | アカプルコ、ボゴタ、カンペチェ、カンクン、チェトゥマル、シカゴ/オヘア、チワワ、シウダーデルカルメン、シウダーフアレス、シウダーオブレゴン、コスメル、クリアカン、ダラス/フォートワース、ドゥランゴ、グアダラハラ、エルモシージョ、ヒューストン、ワトゥルコ、イクスタパ、ラパス、ラスベガス、ロサンゼルス、ロスモチス、マサトラン、メデジン、メリダ、メヒカリ、モンテレイ、ニューヨーク/JFK、ヌエボラレダ、オアハカ、プエルトエスコンディード、プエルトバヤルタ、レイノサ、サンアントニオ、ロスカボス、タンピコ、ティフアナ、トレオン、トゥストラグティエレス、ベラクルス、ビヤエルモサ、サカテカス 季節運航: オースティン、ハバナ、バラデーロ                                                                 |
| アエロマール                 | アカプルコ、シウダービクトリア、コリマ、グアダラハラ、イクスタパ、イステペク、ラレド、マッカレン(TX)、ピエドラス/ネグラス、プエルトエスコンディード、プエルトバヤルタ、テピク、ビヤエルモサ |
| マグニチャーターズ           | カンクン、ワトゥルコ、イクスタパ、メリダ、プエルトバヤルタ、ロスカボス 季節運航: コスメル、マンサニヨ |
| アメリカン航空               | シャーロット、ダラス/フォートワース、ロサンゼルス、マイアミ、フェニックス、シカゴ/オヘア(2025年10月26日より就航予定) |
| デルタ航空                   | アトランタ、デトロイト、ロサンゼルス、ミネアポリス、ニューヨーク/JFK、ソルトレイクシティ |
| ユナイテッド航空             | シカゴ/オヘア、ヒューストン、ニューアーク、サンフランシスコ、ワシントン/ダレス |
| エア・カナダ                 | モントリオール、トロント、バンクーバー |
| コパ航空                     | パナマシティ |
| アビアンカ航空               | ボゴタ、カリ、メデジン |
| ビバエア・コロンビア         | ボゴタ、カリ、カルタヘナ、メデジン |
| ウィンゴ航空                 | ボゴタ |
| LATAM ブラジル               | サンパウロ |
| LATAM チリ                   | サンティアゴ |
| LATAM ペルー                 | リマ |
| ボラリス・コスタリカ         | サンホセ、グアテマラシティ |
| アビアンカ・コスタリカ       | サンホセ |
| ボラリス・エルサルバドル     | サンサルバドル |
| アビアンカ・エルサルバドル   | サンサルバドル |
| クバーナ航空                 | ハバナ |
| イベリア航空                 | マドリッド |
| エールフランス               | パリ/シャルル・ド・ゴール |
| ルフトハンザドイツ航空       | フランクフルト、ミュンヘン |
| ブリティッシュ・エアウェイズ | ロンドン/ヒースロー |
| KLMオランダ航空              | アムステルダム |
| ターキッシュ エアラインズ    | イスタンブール |
| エミレーツ航空               | ドバイ |
| 中国南方航空                 | 深圳（ティフアナ経由） |
| 海南航空                     | 北京/首都（ティフアナ経由） |
| 全日本空輸                   | 東京/成田 |

## 就航都市

### 国際線

#### アジア・中東
日本
- 東京

 中国
- 北京
- 深圳

 韓国
- ソウル

 トルコ
- イスタンブール

 アラブ首長国連邦
- ドバイ

#### ヨーロッパ
スペイン
- マドリッド
- バルセロナ

 イギリス
- ロンドン

 フランス
- パリ

 オランダ
- アムステルダム

 ドイツ
- フランクフルト
- ミュンヘン

#### 北米
カナダ
- トロント
- バンクーバー
- モントリオール

 アメリカ合衆国
- アトランタ
- オースティン
- ニューヨーク
- ダラス
- シカゴ(2025年10月26日より運航再開予定)
- フォートワース
- デトロイト
- ヒューストン
- ロサンゼルス
- ワシントン
- オーランド
- フェニックス
- サンディエゴ
- サンフランシスコ
- ラスベガス
- マイアミ
- シャーロット
- デンバー
- サンアントニオ
- ミネアポリス
- オークランド
- セントポール
- シアトル
- ソルトレイクシティ

#### 中央アメリカ
コスタリカ
- サンホセ

 パナマ
- パナマシティ

 キューバ
- ハバナ

 グアテマラ
- グアテマラシティ

 ホンジュラス
- サン・ペドロ・スーラ

 ドミニカ共和国
- プンタカナ

 エルサルバドル
- サンサルバドル

#### 南米
ブラジル
- サンパウロ

 アルゼンチン
- ブエノスアイレス

 ペルー
- リマ

 チリ
- サンティアゴ・デ・チレ

 コロンビア
- ボゴタ
- メデジン
- カリ
- カルタヘナ

 ベネズエラ
- カラカス

### 国内線
メキシコ　
- アカプルコ
- カンクン
- アグアスカリエンテス
- ティフアナ
- チワワ
- ラパス
- モンテレイ
- グアダラハラ
- タンピコ
- メヒカリ
- ロス・カボス
- シウダービクトリア
- コリマ
- ウアトゥルコ
- ラサロ カルデナス
- レオン
- マンサニヨ
- モレリア
- ポサリカ
- プエルトエスコンディード
- サルティーヨ
- サン・ルイス・ポトシ
- テピク
- ベラクルス
- ハラパ
- サカテカス
- シウダー・フアレス
- クリアカン
- エルモシージョ
- マサトラン
- シウダ・デル・カルメン、タパチュラ
- トゥストラ・グティエレス
- トレオン
- ドゥランゴ
- シワタネホ
- プエルトバジャルタ
- オアハカ
- ケレタロ
- ロスモチス
- シウダ・オブレゴン
- ビヤエルモサ
- マタモロス
- レイノサ
- メリダ
- コスメル
- イスタパ・シウアタネッホ

## 過去に就航していた航空会社
- メキシカーナ航空
- 日本航空
- ヴァリグブラジル航空
- アエロペルー
- パンアメリカン航空
- トランス・ワールド航空
- コンチネンタル航空
- ノースウェスト航空

## 施設
旅客ターミナルは2つで、滑走路を挟んで北側にターミナル1(国際線)、南側にターミナル2(国内線)が立地している。
- ターミナル1(国際線)は1958年開業。過去に何度も増築されており、延床面積は50万㎡を超えている。3つのホテルが組み込まれている。搭乗口は33。
- ターミナル2(国内線)は2007年に完成した。アエロメヒコ航空が入居している。同社と同じスカイチームの航空会社が数社入居しているため国際線の発着もある。搭乗口は30。

### 新交通システム
乗り継ぎ乗客のために、ターミナル1とターミナル2を連絡している新交通システム「アエロトレン」が運行されており、乗車には有効な搭乗券を所有している必要がある。なお、アエロトレンがメンテナンスなどの運休中の場合、バスでの輸送となる。

## 交通
メキシコシティ市内中心部及び市街地とは、空港ターミナルに直結されているメキシコシティ地下鉄5号線の「空港ターミナル駅（Terminal Aérea駅）」からアクセスできる他、空港バスや市バス、ゾーン制運賃を採用する空港タクシーなどでアクセスすることが可能である。

## 新空港の建設
2014年、テスココ湖の埋め立て地にメキシコ・シティ・テスココ国際空港を建設することが公表されたが、2018年、ロペス・オブラドール大統領によって建設工事が中断された。2022年3月、メヒコ州スンパンゴにフェリペ・アンヘレス国際空港が開港している。
他、メヒコ州トルーカにも、トルーカ国際空港がある。